# Villa Trabia
Pour les articles homonymes, voir Trabia et Palais Trabia.

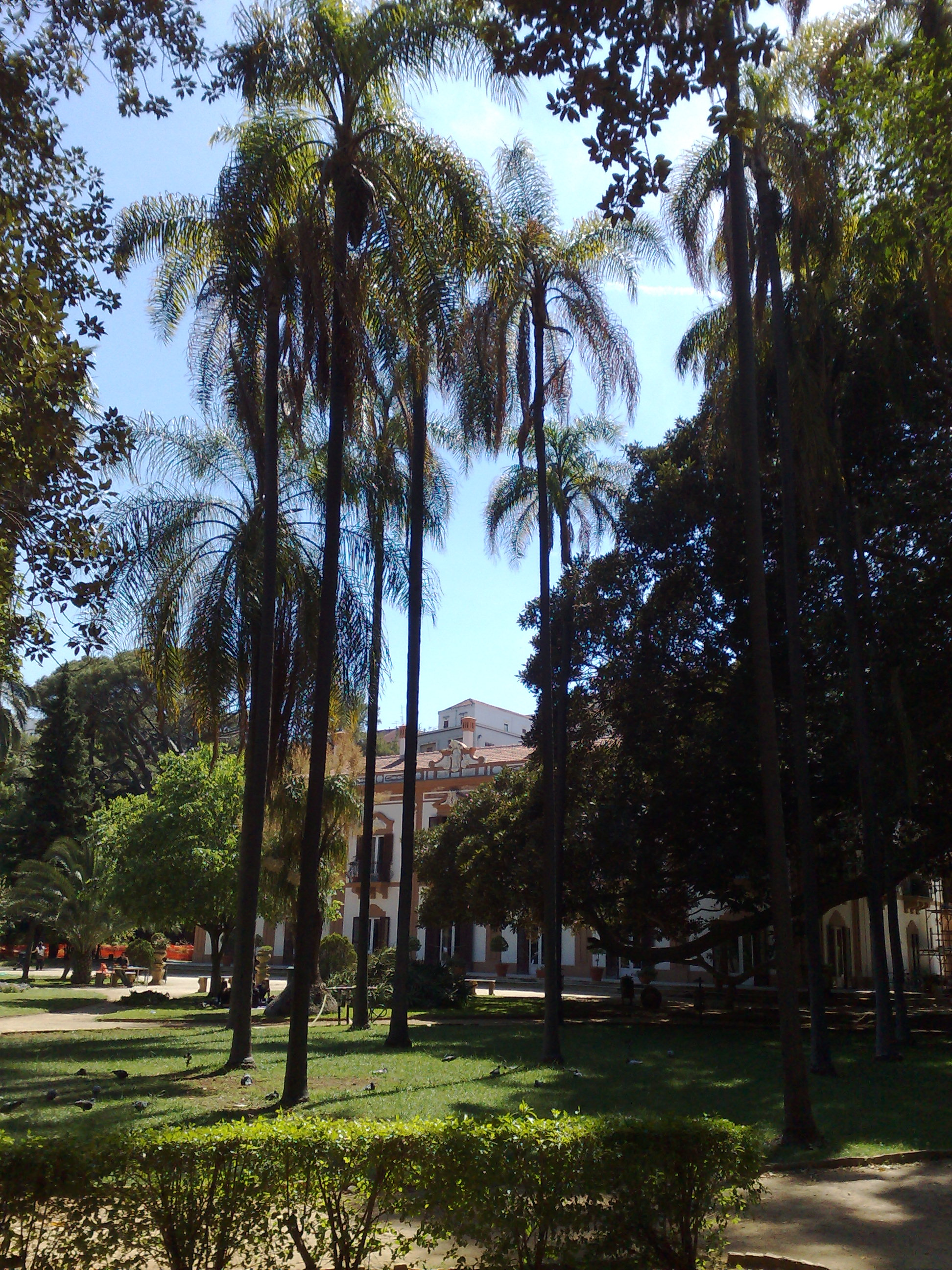
Petit parc et un bâtiment

La Villa Trabia ou la Casena Trabia aux Terre Rosse (« Terres Rouges ») est une villa historique située en plein centre de Palerme.

## Histoire
L'histoire de la Casena commence à partir d'une concession de terrain faite par le couvent Saint-François-de-Paule à un chanoine Don Pietro Nunzio en 1740 dans le quartier des Terre Rosse (« Terres Rouges »). Celui-ci vendit ce terrain en 1756 à Don Paolo Spinelli, qui y construisit une grande maison dont il agrémenta déjà la propriété de plantes décoratives.
Après avoir changé plusieurs fois de propriétaires qui agrandirent le domaine, celui-ci parvint en 1807 à Don Ignace Lucchesi Palli, prince de Campofranco, par voie d'héritage et fut alors agrémenté de la construction de la Casena proprement dite.
En 1814, Don Joseph Lanza Branciforte, prince de Trabia et Butera a acheté la Casena et son jardin. Le bâtiment actuel, cependant, tout en présentant de nombreuses caractéristiques  du XVIIIe siècle, est marqué par l'intervention radicale de l'architecte Patricolo qui lui donna un aspect rococo, éliminant l'escalier monumental et ajoutant des stucs.
La transformation décisive du jardin en parc est l’œuvre d'un jardinier de la famille Lanza di Trabia, Vincenzo Ostinelli, qui en a fait une sorte de jardin botanique à la fin du XIXe siècle.
Aujourd'hui, on y trouve des acacias, araucarias, chênes, conifères, ficus, magnolias, lauriers roses, palmiers et robiniers, parmi plus de 150 autres espèces de plantes représentées.
La villa appartient maintenant à la municipalité de Palerme et abrite une bibliothèque publique, une vidéothèque, une bibliothèque pour enfants et un point Internet gratuit.

## Description
La villa comprend un petit parc et un bâtiment du XVIIe siècle. Le bâtiment de style classique se compose d'un grand bâtiment principal sur deux niveaux et deux ailes latérales entourant une petite cour, au centre de laquelle se trouve l'entrée donnant sur la via Antonio Salinas.
Le parc est divisé en deux parties par un ravin (avec d'anciennes « pirrere », carrières de calcarénite) au fond duquel prend place aujourd'hui une rue (la via Mattarella Piersanti). Les deux parties du parc sont unies par un pont de style baroque. Dans la seconde partie se trouvent d'anciennes serres et une grande fontaine du XVIIe siècle.
L'entrée dite « monumentale », place Luigi Scaglia (sur la via Marchese Ugo) permet aussi l'accès à l'autre partie du parc.

## Sources
- (it) Cet article est partiellement ou en totalité issu de l’article de Wikipédia en italien intitulé « Villa Trabia » (voir la liste des auteurs).